# ハハ
ハハ（本名：하 동훈、河 東勳、ハ・ドンフン、1979年8月20日 - ）は、韓国の芸能人、俳優、歌手。西ドイツの西ベルリンで生まれた。ハハのテンテンクラブ、ミュージックバンクなど複数のラジオ・テレビ番組を進行し、現在はRunning Manと無限挑戦のメンバーでもある。いくつかの映画で声で出演し、声優としても活動している。

## プロフィール
- 身長：169.5cm
- 学歴：大真大学校演劇映画学科

## ディスコグラフィー
- The Beautiful Rhyme Diary（2005年2月18日発売）
- 君は私の運命（2007年11月30日発売）
- 7年ぶりだ（2008年1月4日発売）
※ワウとMCモンがフィーチャリングに参加している。
- そう 私は歌が上手くなくて（2008年3月7日発売）
- 酒瓶（2010年5月10日発売）
※Tiger JK（ドランクンタイガー）がフィーチャリングに参加している。
- 君は私の運命 2（2010年10月18日発売）
- ハワユ??ファイン テンキュー!!（2011年9月2日発売）
※アルバムの先行シングル曲。SKULLがフィーチャリングに参加している。
- Quan Ninomarley A.K.A Haha Reggae Wave（2011年9月14日発売）
- トダクトダク（2012年2月10日発売）
※ソヒャンがフィーチャリングに参加している。

### プロジェクト・シングル
- 無限挑戦江辺北路ソング・フェスト (2007年9月4日発売)
Track1 〈背が低いちびっ子の話〉
- 無限挑戦西海岸高速道路ソング・フェスト (2011年7月発売)
Track4 〈死にたい 付き合う〉
Track11 〈大福〉
※全曲10cmとのユニット「センチなハハ」名義。
- 無限挑戦それなり歌手だソング・フェスト (2012年1月7日発売)
Track4 〈馬鹿に馬鹿が〉
※SKULLがフィーチャリングに参加している。
- 無限挑戦パク・ミョンスのどうだろう？ソング・フェスト (2013年1月5日発売)
Track4 〈セクシーボーイ〉
※ヨンジがフィーチャリングに参加している。
- 無限挑戦自由路歌謡祭ソング・フェスト (2013年11月2日発売)
Track6 〈スーパー雑草マン〉
※チャン・ギハと顔たちとのユニット「セブンティーピンカーズ」名義。
- 無限挑戦嶺東高速道路ソング・フェスト (2015年8月22日発売)
Track3 〈スポンサー ($ponsor)〉
※Zion.Tとのユニット「ウトゥゴタシ」名義。

## 受賞履歴
- 第4回 韓国のファッションワールドアワード放送部門ベストドレッサー（2006年）
- MBC放送芸能大賞 ショーバラエティー部門優秀賞（2006年）
- Mnet 20's choice ベスト DJ賞（2007年）
- SBS放送芸能大賞 万能エンターテイナー賞（2007年）
- MBC放送演芸大賞 大賞（2007年）
- 第89回全国体育大会 エアロビック同好者一般部 6人組 第2位（2008年 / 『無限挑戦』で「エアロビックSP」というタイトルで放送された。）
- MBC放送演芸大賞 プロデューサー賞（2009年 / 『無限挑戦』メンバー全員受賞）
- 第53回全国調整選手権大会 2000m ノービスエイト 特別賞（『無限挑戦』メンバー全員受賞）（2011年）
- 第18回韓国放送プロデューサー賞 TV司会者賞（2006年）
- 大韓民国映像大展 フォトジェニック賞（2007年）
- モバイル演芸大賞 最高司会者賞（2007年）
- MBC放送演芸大賞 大賞（2007年 / 無限挑戦のメンバー全員、イ・シュンジェと共同受賞）
- 第89回全国体育大会 エアロビック同好者一般部 6人組 第2位（2008年 / 『無限挑戦』で「エアロビックSP」というタイトルで放送された。）
- 第5回 エイアワーズ 最高のブラックカラーウォーカー（2010年）
- SBS演芸大賞 バラエティ部門ベストエンターテイナー賞（2011年）
- SBS演芸大賞 視聴者が選んだ最高人気賞（2013年）
- SBS演芸大賞 男性優秀賞（2013年）
- MBC放送演芸大賞 PD賞（2014年）
- MBC放送演芸大賞 バラエティ部門 男性 最優秀賞（2015年）